# Onetes fasciatus
Onetes fasciatus är en insektsart som beskrevs av Vitaly Michailovitsh Dirsh 1962. Onetes fasciatus ingår i släktet Onetes och familjen gräshoppor. Inga underarter finns listade i Catalogue of Life.